# Stadiasmus Patarensis

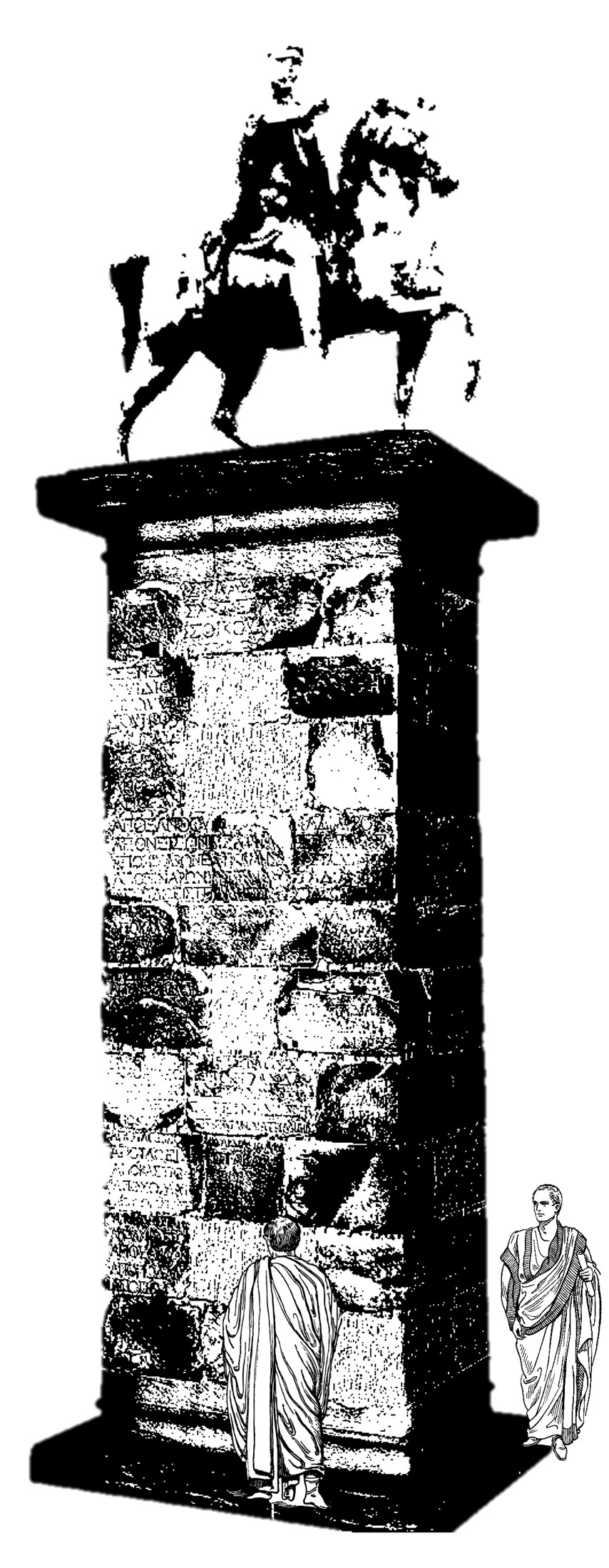
Illustrazione di come dovesse apparire il monumento.

Lo Stadiasmus Patarensis, noto anche come Stadiasmus Provinciae Lyciae o Miliarium Lyciae, è un'antica pietra miliare romana della città di Patara, in Licia, nell'odierna Turchia.
Lo stadiasmo (in greco antico: σταδιασμός?, italiano: "misuratore di stadi", dove lo stadio è una misura di lunghezza pari a circa 180-200 metri), a forma di pilastro, fungeva da monumentale Itinerarium pubblico. Vi è incisa un'iscrizione greca con una dedica a Claudio e un elenco ufficiale delle strade che furono costruite da Quinto Veranio Nipote, governatore della provincia romana di Licia e Panfilia, fornendo nomi di luoghi e relative distanze.
È stato scoperto nel 1993.